# Hypobryon perforans
Hypobryon perforans är en svampart som först beskrevs av Döbbeler, och fick sitt nu gällande namn av Döbbeler 1983. Hypobryon perforans ingår i släktet Hypobryon, klassen Dothideomycetes, divisionen sporsäcksvampar och riket svampar.   Inga underarter finns listade i Catalogue of Life.